# Hiperboloidul inginerului Garin (film)
Hiperboloidul inginerului Garin (în rusă Гиперболоид инженера Гарина, transliterat: Ghiperboloid injenera Garina) este un film științifico-fantastic sovietic din 1965, regizat de cineastul rus Aleksandr Ghințburg. Scenariul filmului, scris de scenaristul, criticul de film și pedagogul sovietic Iosif Manevici, în colaborare cu regizorul Aleksandr Ghințburg, este inspirat din romanul cu același nume al lui Aleksei Tolstoi.
Acțiunea filmului, care are loc în anii 1920, urmărește încercarea nebunească a savantului rus Piotr Petrovici Garin de a deveni conducătorul lumii prin construirea unui aparat cu o putere distructivă enormă. Garin fură ideea aparatului de la profesorul său și încearcă să o valorifice în propriul său interes, fiind urmărit de agenții unui concern multinațional care vor să pună mâna pe acest dispozitiv. Organele de securitate sovietice pornesc, de asemenea, pe urmele lui Garin pentru a aduce invenția în Uniunea Sovietică și a o folosi pentru binele comun.
Filmul a fost produs pe peliculă alb-negru de Studioul central de filme pentru copii și tineret „M. Gorki” din Moscova și s-a bucurat de o popularitate considerabilă în rândul cinefililor sovietici, fiind vizionat de 20,8 milioane de spectatori. Recenziile critice contemporane au fost reținute și au reproșat realizatorilor că au minimalizat latura social-ideologică a romanului lui Tolstoi și că au fost interesați doar de aspectele spectaculoase ale acțiunii, tratând cu supeficialitate aspectele științifice.
Criticii contemporani au evaluat filmul într-un context mai puțin ideologizat și au evidențiat calitățile sale tehnico-artistice (jocurile de lumini și umbre, unghiurile largi) pe care le-au asemănat cu cele ale filmelor noir și interpretarea veridică și lipsită de excese a lui Evgheni Evstigneev în rolul fanaticului inginer Garin.

## Rezumat
Ofițerul CEKA Vasili Șelga cercetează în anul 1925 – împreună cu Tarașkin, un angajat al clubului de canotaj din Leningrad – o casă de vacanță părăsită de pe insula Krestovski⁠(en)[traduceți] și găsesc acolo cadavrul unui bărbat pe care Tarașkin îl recunoaște a fi inginerul Garin. Cei doi descoperă în beciul clădirii un laborator echipat pentru realizarea unor experimente științifice. Este inițiată o investigație judiciară, în cursul căreia Șelga află de la profesorul Hlînov, fostul coleg al celui ucis, că inginerul Garin a reușit să construiască un hiperboloid, un aparat cu o putere distructivă enormă care folosea o rază calorică pentru a arde totul de la distanță. Ideea transmiterii energiei termice prin intermediul unei raze îi aparținea profesorului Manțev, care plecase de mai multă vreme într-o expediție științifică în Siberia. Autoritățile supraveghează casa de vacanță de pe insula Krestovski și află astfel că adevăratul Garin este în viață și că bărbatul ucis era doar o sosie. Șelga îl surprinde acolo pe Garin, care reușește totuși să scape și să fugă în străinătate. Câteva zile mai târziu apare pe cheiul Nevei un copil vagabond pe nume Ivan Gusev, care fusese trimis de profesorul Manțev să-i comunice lui Garin coordonatele geografice ale locului unde descoperise un strat mai apropiat de olivină. Șelga pleacă în străinătate în căutarea lui Garin și a hiperboloidului său.
Inginerul Garin călătorește la Paris pentru a perfecționa hiperboloidul cu ajutorul asistentului său francez Victor Lenoir, reușind să reducă dimensiunea razei calorice. Interesat de cercetările lui Garin, miliardarul american Rolling, magnatul industriei chimice, încearcă să intre în posesia hiperboloidului cu ajutorul detectivului Arthur Levy și al complicelui său. Garin îl convinge pe colegul său, Lenoir, să devină dublura sa pentru a scăpa mai ușor de supravegherea agenților lui Rolling. În acest timp, Zoia Monrose, amanta lui Rolling, angajează un asasin pe nume Gaston Leclerc pentru a-l ucide pe Garin, dar cel ucis este însă Lenoir. Garin o convinge pe Zoia să-l însoțească și să-i devină amantă. Văzând forța de distrugere a aparatului, Rolling începe să se teamă și încheie un acord de cooperare cu Garin, acceptând să-i pună banii săi la dispoziție. Șelga, care urmărise toate aceste evenimente de la distanță, intervine în acest moment și încearcă să fure hiperboloidul, dar este rănit de Garin.
Uzinele chimice care-i făceau concurență lui Rolling sunt aruncate în aer cu ajutorul hiperboloidului, în ciuda încercărilor disperate ale profesorului Hlînov și ale unui coleg străin, dr. Wolf, de a alerta autoritățile și de a-l opri astfel pe Garin. Având nevoie de coordonatele taberei profesorului Manțev pentru a afla informațiile importante obținute în urma cercetărilor, Garin se strecoară în spital și îl scoate de acolo pe Șelga. Cei doi inamici sunt nevoiți să coopereze temporar. Arthur Levy este trimis la Leningrad pentru a-l găsi pe Ivan Gusev, care îl conduce apoi prin ținuturile acoperite de zăpadă ale Siberiei către tabăra lui Manțev din bazinul fluviului Amur. În timp ce Garin se îndreaptă cu vaporul către o insulă nelocuită din Oceanul Pacific, unde au fost descoperite zăcăminte mari de aur, agentul trimis de el în Siberia părăsește ținuturile înzăpezite cu un dirijabil, aducând caietele cu formule pe care băiatul Ivan le furase de la Manțev.
Garin ocupă acea insulă din Oceanul Pacific și deschide acolo o mină pentru extracția aurului, folosind hiperboloidul pentru a străpunge straturile geologice și a ajunge în zona olivinei, unde aurul și argintul se găsesc în stare incandescentă. Zăcămintele de aur la care Garin are acum acces îi asigură dominația asupra lumii. Încercând să-i stopeze planurile megalomanice, statele lumii se aliază împotriva lui Garin și trimit o flotă de nave de război către Insula de Aur. Raza hiperboloidului distruge însă întreaga flotă. Garin subminează paritatea aurului prin inundarea piețelor cu aur, ruinează industria și comerțul și cumpără fabricile americane. În lipsa lui Garin de pe insulă, Șelga reușește, cu ajutorul lui Ivan Gusev, să captureze marele hiperboloid și să distrugă toate instalațiile miniere. Zoia distruge marele hiperboloid cu ajutorul unui mic hiperboloid aflat pe iahtul „Arizona” și apoi se îndreaptă spre continent pentru a-l aduce pe Garin. Încercând să reducă proporțiile dezastrului, Garin și Zoia se îndreaptă în grabă cu iahtul „Arizona” către insulă, dar nava se scufundă în timpul unui taifun și cei doi se trezesc naufragiați pe o insulă pustie, aflată în afara traseelor navale.

## Distribuție
- Evgheni Evstigneev — inginerul rus Piotr Petrovici Garin, inventatorul hiperboloidului,[3][5][12][24] un geniu aflat „în slujba răului”[25]
- Vsevolod Safonov — ofițerul rus Vasili Vitalievici Șelga, anchetator al Miliției din Leningrad[3][12][24]
- Mihail Astangov — Rolling, magnat al industriei chimice, miliardar[3][5][12][24]
- Natalia Klimova — balerina rusă Zoia Monrose, iubita lui Rolling și apoi a lui Garin[3][5][12][24]
- Vladimir Drujnikov — Arthur Levy / Volșin, detectivul angajat de Rolling ca să aducă aparatul[3][5][12][24]
- Mihail Kuznețov — profesorul Hlînov, asistent al prof. Manțev, fost colaborator al lui Garin[3][5][24]
- Iuri Saranțev — Tarașkin, angajat al clubului de canotaj[3][5][24]
- Nikolai Bubnov — profesorul Nikolai Hristoforovici Manțev, geolog rus[3][24]
- Viktor Cekmariov — bărbatul cu patru degete, complicele lui Arthur Levy[3][5][24]
- Pavel Șpringfeld — Gaston Leclerc („Cioc-de-rață”), asasinul tocmit de Zoia Monrose[3][5][24]
- Bruno O'Ya — Jansen, căpitanul vaporului „Arizona”[3][5][24]
- Alioșa Ușakov — băiatul Ivan (Vanea) Gusev, participant la expediția lui Manțev[24]
- Vladimir Balașov — inginer pe Insula de Aur[24]
- Konstantin Karelskih — inginer pe Insula de Aur[24]
- Anatoli Romașin — profesorul Wolf, un savant străin, coleg al prof. Hlînov[24]
- Valentin Brîleev — inginerul francez Victor Lenoir, asistentul lui Garin[24]
- Stepan Krîlov — operatorul telegrafic al oficiului poștal[24]
- Artiom Karapetean — secretarul lui Rolling[24]
- Veaceslav Gostinski — comandantul Insulei de Aur[24]
- Oleg Hromenkov — milițian (nemenționat)[24]
- Dmitri Dubov — steward din dirijabil (nemenționat)[24]
- Igor Mihailov — gangster (nemenționat)[24]

## Sursa de inspirație

### Autorul romanului

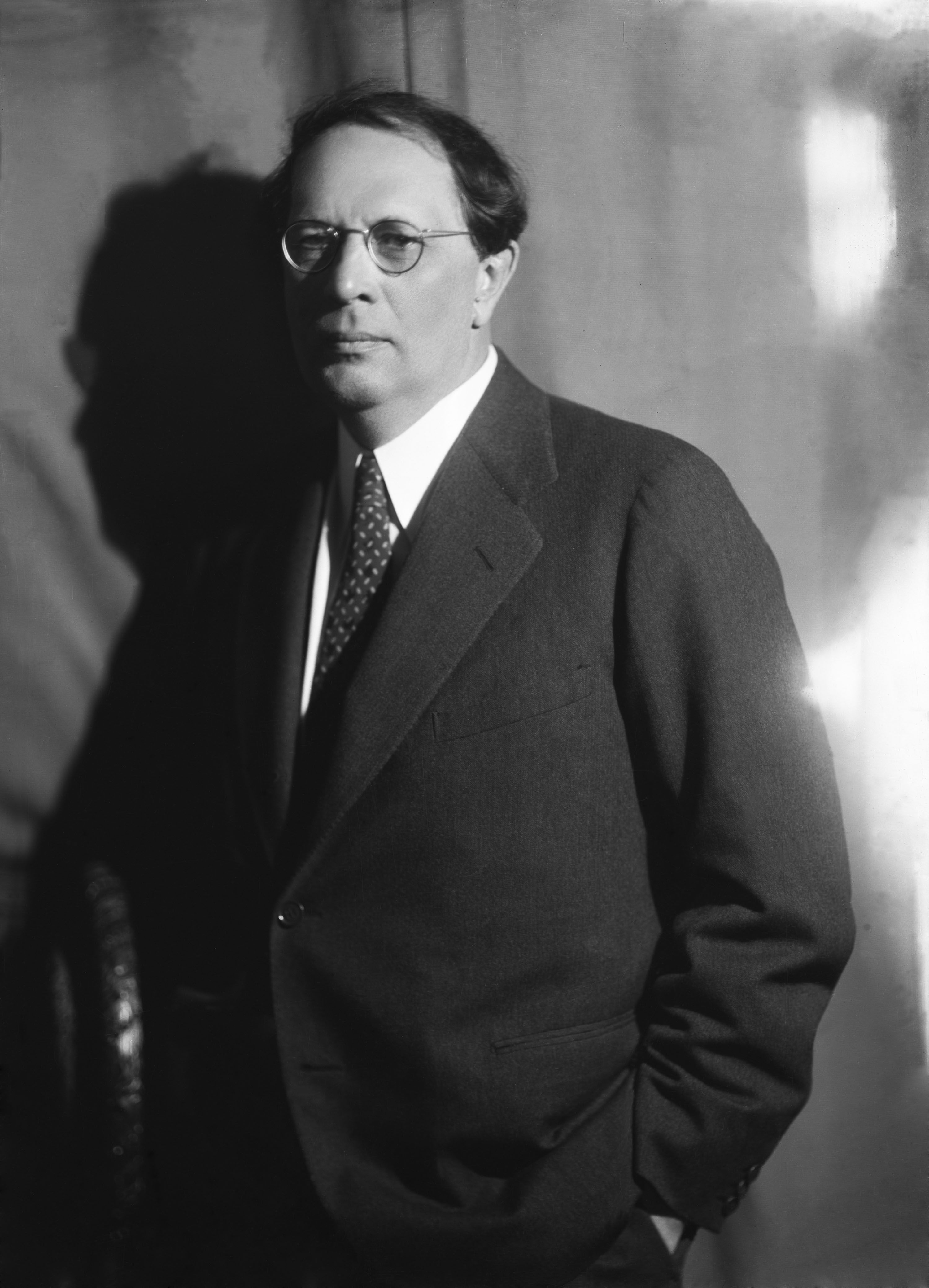
Scriitorul Aleksei Tolstoi (1882–1945)

Scriitorul rus Aleksei Tolstoi (1882–1945), provenea dintr-o familie de mici moșieri din gubernia Samara, descendenți ai conților Tolstoi, a urmat studii tehnice în tinerețe și a debutat în anul 1907 cu volumul de versuri Lirica, inspirat din poezia simboliștilor ruși. S-a orientat apoi către proză, a publicat câteva povestiri inspirate din viața nobililor din secolul al XVIII-lea și a devenit cunoscut în cercurile literare ruse în anul 1910, când i-a apărut povestirea „Dincolo de Volga”. Scrierile sale din perioada prerevoluționară s-au caracterizat printr-o prezentare a procesului de degradare a mediului nobiliar rus, descris cu umor ca „o lume de oameni ciudați, pitorești și absurzi”, ceea ce i-a creat faima de scriitor realist și l-a determinat pe Maxim Gorki să-l descrie în anul 1911 drept „un scriitor incontestabil mare, viguros, care zugrăvește cu un realism brutal descompunerea psihologică și economică a nobilimii contemporane”. Prin intermediul personajelor acelor scrieri, care erau urmași ai nobilimii ruse, Tolstoi a prezentat starea de sărăcie și lipsa de drepturi ale poporului rus și a intuit dispariția clasei nobiliare, al căror reprezentant era chiae el.
Începerea Primului Război Mondial a modificat traiectoria literară a scriitorului: Tolstoi a fost corespondent de război al ziarului Russkie vedomosti (Русские ведомости, în traducere „Noutăți rusești”) din Moscova în timpul războiului și în septembrie 1918, după declanșarea Revoluției Bolșevice, a părăsit Rusia și a emigrat în străinătate, trăind mai întâi la Paris și apoi la Berlin. Scriitorul nu a rupt legătura cu poporul rus și s-a aflat în contact cu mediul emigranților antisovietici, pe care l-a descris în opere cu un profund caracter satiric. Mistuit de nostalgie față de patria sa, după mai mult de patru ani de exil, timp în care a continuat să scrie și a căutat să-și regăsească propria identitate, și în urma întâlnirii lui Gorki la Berlin, Tolstoi s-a întors în Rusia în primăvara anului 1923 și a acceptat regimul sovietic.
Cele mai importante opere publicate de el în primii ani sub regimul sovietic au fost romanele științifico-fantastice Aelita (1923) și Hiperboloidul inginerului Garin (1927), în care a demascat deficiențele orânduirii capitaliste și a condamnat cinismul și lipsa de scrupule ale relațiilor burgheze. Tolstoi continuă în cele două romane direcția urmată de Jules Verne și H. G. Wells, bazată pe folosirea unor informații științifice riguroase, dar o completează cu elemente de realism socialist, creând astfel o viziune ideologizată a viitorului. Ficțiunea științifică constituie aici mai mult un pretext pentru prezentarea unor întâmplări inspirate din realitatea contemporană și pentru confruntarea unor personaje și concepții filozofice de pe poziții adesea antagonice. Cu toate acestea, cele două romane sus-menționate reprezintă unele dintre cele mai importante creații ale literaturii științifico-fantastice sovietice, în ciuda faptului că sunt impregnate cu propagandă comunistă. Tolstoi a publicat ulterior romanul istoric Petru I (1930–1934) și trilogia Calvarul (1922–1941) și a devenit cunoscut drept unul din principalii reprezentanți ai realismului socialist sovietic.

### Romanul și importanța sa
Romanul Hiperboloidul inginerului Garin a avut un mare succes comercial, datorită intrigii captivante, acțiunii complexe și conflictului politic între societatea capitalistă (reprezentată aici de aventurierul Garin și miliardarul Rolling) și societatea comunistă (reprezentată de ofițerul Șelga și tânărul Gusev, prototipuri ale „omului nou” provenit din popor și în legătură strânsă cu poporul), și a fost tradus în mai multe limbi străine și publicat în numeroase țări din întreaga lume. Sursa de inspirație a romanului a fost, potrivit mărturisirii scriitorului, experimentul real de construire a unui hiperboloid dublu de către un inginer care a murit în anul 1918 în Siberia. Tolstoi a fost informat de acest experiment de un prieten vechi pe nume P.V. Olenin și s-a pus ulterior la curent, cu ajutorul academicianului Piotr Petrovici Lazarev, cu cele mai noi teorii ale fizicii moleculare pentru a scrie un roman cu această tematică. Acțiunea romanului are loc în prezentul contemporan autorului, fiind axată pe provocările politice actuale, și îi poartă pe cititori din societatea rusă sovietică în mediul burghez de la Paris și Berlin (cunoscut de autor în perioada exilului său), în Extremul Orient rus din Kamceatka și apoi pe o insulă nelocuită din Oceanul Pacific. Hiperboloidul inginerului Garin, care îi opune oamenilor simpli și altruiști din întreaga lume pe inginerul Garin și pe capitaliștii occidentali, militează pentru folosirea științei în slujba umanității și a fost considerat de criticii literari ai vremii drept un model al literaturii științifico-fantastice realist-socialiste.
Acest roman științifico-fantastic al lui Tolstoi, realizat în anii 1925–1927 „cu mijloace mai mature, cu idei mai limpezi și, implicit, cu scopuri mai precise și cu mai multă eficiență” decât Aelita, a urmărit să scoată în evidență tarele morale ale societății burgheze și a reprezentat la vremea apariției sale „o manifestare polemică împotriva individualismului”, impunând prin intermediul personajului Garin (savantul care ajunge să dețină cea mai puternică armă din lume) un precursor literar al „supraomului” imaginat de ideologia fascistă și mistuit de setea de dominare a lumii. În ciuda conflictului cu potențial distructiv, prezentat în acest roman, viziunea scriitorului sovietic cu privire la viitorul omenirii este optimistă, contrastând cu pesimismul profund care răzbate din opera lui H.G. Wells și a altor autori occidentali de literatură științifico-fantastică.

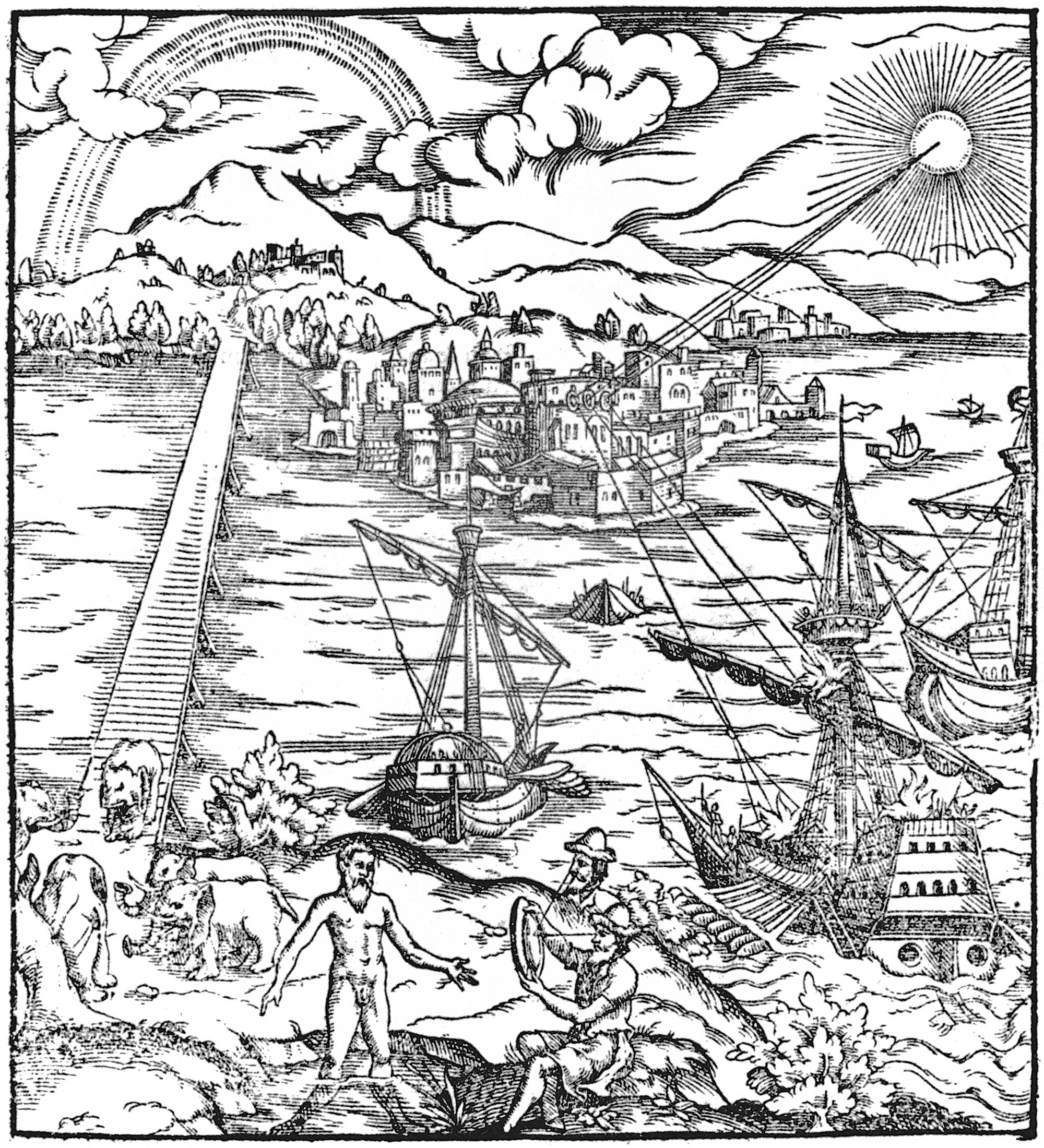
Gravură cu incendierea corăbiilor romane de către Arhimede

Fantezia autorului nu depășea cadrul real al științei din epoca interbelică, iar elementele științifico-fantastice din Hiperboloidul inginerului Garin au fost considerate „mult mai puțin hazardate” decât cele din literatura de anticipație clasică și plauzibile într-un orizont de timp destul de apropiat. Ideea îndrăzneață a inginerului Garin, personajul principal al cărții, era folosirea unui dispozitiv misterios descoperit de el pentru a străpunge straturile adânci ale Pământului și a ajunge în zona olivinei, unde bănuia că se află un zăcământ imens de aur lichid. Aurul extras urma să fie vândut pe piață pentru a contribui la scăderea prețului, la provocarea unei crize economice și la ruinarea economiei statelor capitaliste, permițându-i astfel lui Garin să-și asigure dominația asupra întregii lumi și să-și instituie propria sa dictatură. Societatea imaginată de Garin, potrivit unei ideologii de sorginte fascistă (aflate atunci la modă), urma să fie formată dintr-o elită de 2–3 milioane de aleși și din miliarde de sclavi lobotomizați, care ar fi trebuit să-i venereze pe el și pe amanta sa, Zoia Monrose, ca zeități moderne.
Dispozitivul imaginat de Tolstoi, denumit aici „hiperboloid”, care putea topi metalul și rocile prin intermediul unor fascicule subțiri de raze luminoase, a fost imaginat în antichitate de fizicianul grec Arhimede, care, în timpul asediului cetății Siracuza, a folosit un procedeu similar pentru a incendia de la distanță corăbiile flotei romane. Potrivit unei legende antice, Arhimede a amplasat un sistem de oglinzi sferice pe țărmul Mării Mediterane și a reușit astfel să concentreze razele solare asupra corăbiilor romane, provocând aprinderea lor. Ideea arderii de la distanță a obiectelor a fost folosită apoi de scriitorul englez H. G. Wells în romanul Războiul lumilor (1898), unde a relatat invazia pe Pământ a unor ființe extraterestre care distrugeau totul în calea lor cu ajutorul unor radiații optice. „Hiperboloidul” inginerului Garin a devenit realizabil la câteva decenii după apariția cărții, odată cu dezvoltarea științei și tehnicii și inventarea laserului. Noul aparat a dobândit curând o întrebuințare militară, pe care Tolstoi o anticipase deja în cartea sa.
Forarea scoarței terestre a atras, de asemenea, interesul unui număr mare de oameni de știință, care au conceput diverse proiecte bazate pe topirea rocilor, considerate realizabile din punct de vedere tehnic, dar mult prea costisitoare. Mult mai neliniștitoare este considerată însă primejdia reală a apariției unui savant paranoic, asemănător cu Garin, care ar putea profita de mijloacele tehnice aflate la dispoziția sa pentru a încerca să devină stăpânul unor elemente vitale ca aerul sau apa și a domina astfel întreaga lume.

## Producție

### Pregătirea ecranizării

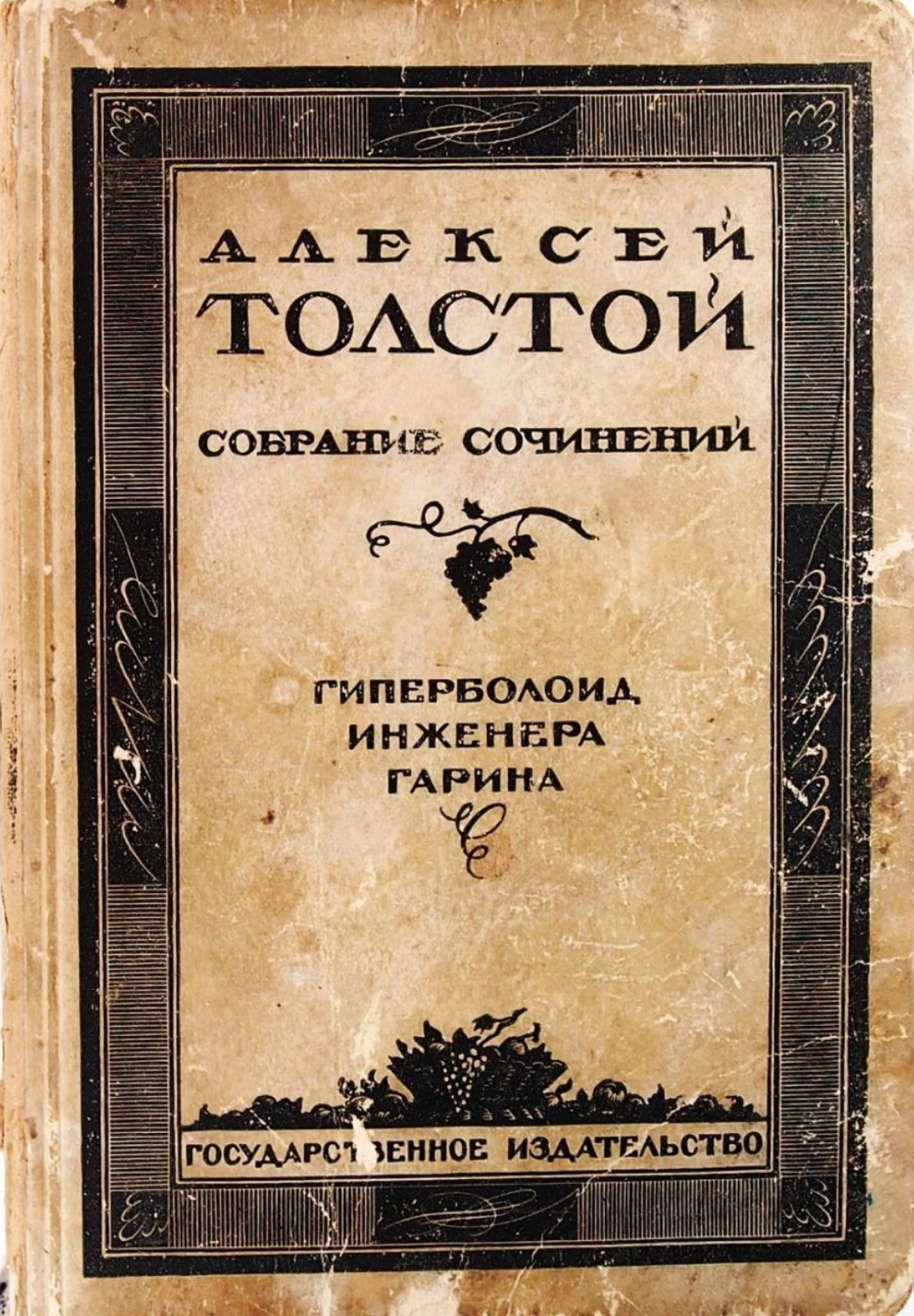
Coperta ediției princeps a romanului Hiperboloidul inginerului Garin (1927).

Istoricii literari consideră că acest roman al lui Tolstoi stă la baza literaturii științifico-fantastice din Uniunea Sovietică. Tehnica de redactare eminamente cinematografică, asemănătoare cu un scenariu (capitole scurte, o cantitate mare de acțiune și dialoguri numeroase), îl făceau pretabil ecranizării, dar, cu toate acestea, în ciuda intrigii în stil hollywoodian (subiect științifico-fantastic, acțiune alertă, personaje colorate) și a eforturilor făcute de Tolstoi pentru adaptarea romanului la cerințele realismului socialist, cineaștii sovietici din anii 1920–1950 nu au fost interesați să realizeze o adaptare pentru marele ecran. Anii 1960–1970 au marcat însă o creștere a interesului cineaștilor sovietici față de tema științifico-fantastică, fiind lansate atât odisei spațiale ca Planeta furtunilor (1962) și Nebuloasa din Andromeda (1967), cât și ecranizări ale unor cărți celebre ca Omul amfibie (1961) și Traficantul de aer (1967). În contextul Cursei Spațiale între URSS și SUA, literatura științifico-fantastică a început să fie tot mai vândută, iar filmele științifico-fantastice au atras tot mai mulți spectatori.
Ca urmare a creșterii interesului producătorilor de film sovietici, Iosif Manevici (profesor de scenaristică la Institutul de Stat pentru Cinematografie din Moscova și redactor-șef al departamentului de scenarii al studioului de film Mosfilm) a scris, în colaborare cu operatorul Aleksandr Ghințburg, un scenariu inspirat de romanul Hiperboloidul inginerului Garin, care fusese publicat într-o primă versiune în 1927 și apoi, după mai multe revizuiri și adăugiri, într-o versiune finală în 1939 de contele Aleksei Tolstoi. Cei doi scenariști au fost nevoiți să opereze o reducere a textului vast al romanului și să facă selecții, ceea ce a afectat coerența acțiunii și implicit coeziunea materialului filmat, dar au păstrat totuși filonul epic principal, întâmplările semnificative, majoritatea personajelor și concepția artistică realist-socialistă a scriitorului.
Materialul scenaristic combină aventura, suspansul și elementele fantastice ale operei literare de inspirație și se caracterizează mai degrabă prin fidelitate decât prin inițiativă și originalitate. „Avem de-a face, deci, cu un film în care au fost solicitate mai mult clarviziunea și discernămîntul decît inițiativa, mai curînd jocul actorilor (implicit concepția regizorală) definitoriu și expresiv, decît originalitatea”, consemna un critic din acea perioadă. Contextul istoric contemporan și-a pus, de asemenea, amprenta asupra ecranizării, iar, din acest motiv, scenariul filmului nu a fost scutit de prezența unor clișee ideologice din vremea Războiului Rece: astfel, miliardarul american Rolling este reprezentat ca un individ lacom și însetat de putere, un adevărat agent al imperialismului, în timp ce comunistul sovietic Șelga este înfățișat ca un om cinstit și idealist.
Acțiunea ecranizării este construită în structura tradițională a filmelor de acțiune: intriga (evenimentele misterioase din Rusia sovietică a anilor 1920), dezvoltarea acțiunii (transportarea aparatului lui Garin în Occident, forțarea miliardarului Rolling să coopereze, construirea minelor de aur pe insulă), punctul culminant (distrugerea escadronului inamic cu ajutorul razei hiperboloidului) și deznodământul (naufragierea iahtului lui Garin în apropierea unei insule nelocuite).

### Filmări
Filmul a fost produs pe peliculă alb-negru de compania sovietică Studioul central de filme pentru copii și tineret „M. Gorki” din Moscova și a fost regizat de cineastul rus Aleksandr Ghințburg (1907–1972). Regizorul Ghințburg era un fost operator de imagine, care filmase printre altele legendarul film Doi soldați (1943) și făcuse tranziția la regia de film în cursul anilor 1950, în calitate de colaborator al cineaștilor Latif Faiziyev și Emir Fayk. Producția a fost coordonată de directorul Tagi Aliyev și de redactorul Natalia Torcinskaia. Au fost folosiți trei consultanți: prof. univ. Aleksandr Prohorov (laureat al Premiului Nobel pentru Fizică în 1964, pentru munca de pionierat depusă în domeniul laserilor și maserilor), jurnalistul și istoricul de artă Lev Liubimov (specialist în istoria artei din Europa și Rusia și cunoscător al emigrației ruse din Franța) și A. Paleolog.
Filmările au avut loc în cursul anului 1965 și au fost executate de operatorul B. Gokke, sub coordonarea directorului de imagine Aleksandr Rîbin. Rolurile principale au fost atribuite actorilor Evgheni Evstigneev (Garin), Vsevolod Safonov (Șelga), Mihail Astangov (Rolling), Natalia Klimova (Zoia Monrose), Vladimir Drujnikov (Arthur Levy / Volșin) și Mihail Kuznețov (Hlînov). Actorul Evgheni Evstigneev, interpretul rolului titular, jucase anterior în filme ca Nouă zile dintr-un an (1962) și Colaboratorul Ceka (1963), iar rolul Garin a fost unul din cele mai cunoscute roluri interpretate de el, alături de rolurile Herman Laroche din Ceaikovski (1970) și Papa din Jazz '20 (1983). Studioul cinematografic „Gorki” a comandat construirea unui dirijabil cu o lungime de 25 de metri și un diametru de 8 metri, care să fie folosit în film. Dirijabilul, care avea învelișul umplut cu heliu, a fost înzestrat cu cele mai moderne aparate de aeronavigație și a efectuat un zbor experimental deasupra Moscovei în seara zilei de 16 martie 1965.
Decorurile filmului au fost proiectate de Evgheni Galei și Mihail Kareakin, iar costumele au fost confecționate de designerii L. Dușina și V. Iudin. Sunetul a fost înregistrat de inginerul D. Zotov, iar muzica a fost compusă de compozitorul sovietic de origine iudeo-poloneză Mieczysław Weinberg (Moisei Vainberg) și interpretată de Orchestra Simfonică de Stat a Cinematografiei⁠(en)[traduceți] dirijată de Emin Haciaturian⁠(en)[traduceți] (nepotul compozitorului și dirijorului armean Aram Haciaturian). Montajul peliculei a fost realizat de Lidia Jucikova și N. Karlova. Durata filmului este de 96 de minute.

## Recepție

### Lansare
Hiperboloidul inginerului Garin a fost lansat în anul 1965 în Uniunea Sovietică și s-a bucurat de o popularitate considerabilă în rândul cinefililor sovietici. A fost vizionat în cinematografele sovietice de 20,8 milioane de spectatori. Succesul comercial al filmului, în ciuda criticilor reci din presa sovietică, este explicat de profesorul Aleksandr V. Fiodorov de la Institutul Pedagogic de Stat din Taganrog prin faptul că publicul sovietic a fost interesat de subiectul științifico-fantastic, de intriga polițistă și de acțiunea alertă cu atât mai mult cât nu avea acces la superproducțiile occidentale ale acelor ani.
Premiera filmului în România a fost anunțată în presă ca iminentă la începutul anului 1966, ca urmare a excesului de zel al unor ziariști care au preluat o listă de proiecte ale Direcției rețelei cinematografice și difuzării filmelor și au prezentat-o ca o informație certă, dar a avut loc abia la 10 iulie 1967; ecranizarea, care a fost prezentată de presa epocii drept „un film polițist cu acțiune dinamică” sau ca „un film de anticipație, în măsură să suscite interesul unui mare număr de tineri spectatori”, a rulat în perioada următoare în unele cinematografe bucureștene precum Victoria (iulie 1967), Bucegi (iulie 1967), Viitorul (iulie 1967), Arta (iulie–august 1967), Progresul (august 1967), Unirea (august 1967), Buzești (august 1967) și Drumul Sării (august–septembrie 1967), dar și în unele cinematografe din alte orașe (de exemplu, la Brăila, Iași, Galați, Mangalia, Oradea, Târgu Mureș, Constanța, Brașov, Cluj, Bacău, Craiova, Pitești, Tulcea, Botoșani, Sibiu, Fălticeni, Bârlad, Târnăveni, Iernut, Vaslui, Covasna, Timișoara și Sovata), inclusiv până în octombrie 1984, și a fost difuzată în premieră de Televiziunea Română în ziua de vineri 16 august 1968, apoi redifuzată în 12 iunie 1969.
Filmul a fost remasterizat digital și lansat pe DVD de compania rusă de distribuție Ruscico (Russian Cinema Council) în anul 2006 într-o versiune cu subtitrări în limbile rusă și engleză.

### Aprecieri critice

#### Recenzii contemporane
Filmul a fost primit cu răceală de presa sovietică a vremii. Multe dintre recenziile inițiale ale filmului au evidențiat nemulțumirile criticilor. În mod special, criticul Vsevolod Revici, specializat în creațiile literar-artistice științifico-fantastice, a scris o recenzie cu caracter politico-ideologic a filmului, în care a reproșat că latura socială („mecanica relațiilor burgheze, jocul la bursă, economia și morala capitalistă”) a romanului lui A. Tolstoi „a fost eliminată complet din film, care a rămas o poveste polițistă simplificată, cu explicații științifice oferite în grabă”. Un deceniu și jumătate mai târziu, el a evaluat filmul un pic diferit, eliminând patosul ideologic și consemnând următoarele:
| “ | În ciuda numelor răsunătoare ale actorilor distribuiți, filmul a fost un eșec. Cineaștii care au ecranizat marile opere de proză au comis o greșeală tipică. Dorința de a nu rata momentele principale ale intrigii conduce la fluență: personajul a apărut, evenimentul a trecut și mai departe, mai departe, din ce în ce mai repede; nu există suficient timp pentru a privi fețele care apar pe ecran și pentru a înțelege esența evenimentelor... Rezultatul este un thriller de acțiune-aventură cu o filozofie foarte superficială. | ” |

Criticul cinematografic V.S. Ivanova a considerat că filmul este „un spectacol uimitor prin meticulozitatea sa ternă” și a scris: „Abia la sfârșitul filmului, într-o panoramă lungă a unei insule pustii, cu două figuri aproape sălbatice și demne de milă care rătăcesc în jurul ei... abia în acest final a existat pentru un minut ceva din sarcasmul zdrobitor al lui Tolstoi. Am aruncat o privire și... Și s-a aprins lumina în sală”.
Presa contemporană românească a consemnat că ecranizarea sovietică a lui Ghințburg este „o interesantă filmare a romanului lui Alexei Tolstoi” sau „un film pasionant cu o acțiune vie și captivantă” și a considerat-o „o întreprindere cu totul bine venită” într-o perioadă marcată prin existența unui număr mic de filme de aventuri pentru tineret. Recenziile criticilor români au fost, însă mai puțin cordiale. Astfel, criticul Tudor Caranfil a susținut că materialul literar a fost mult prea vast, ceea ce a determinat „salturi uriașe” ale acțiunii și folosirea unor „inserturi rezumative” tipice filmelor mute. Potrivit lui Caranfil, regizorul Aleksandr Ghințburg a estompat o mare parte a polemicii ideologice a materialului literar, „a adus însă în prim plan anecdotica fantastică a cărții” și s-a concentrat „numai asupra efectelor facile, asupra montării impunătoare, a trucurilor cinematografice și a dinamismului înșelător al urmăririlor și aventurii”. În același timp, personajele negative au fost caricaturizate, în loc să fie înfățișate „în adevărata dimensiune a ferocității lor”, iar interpreții nu au reușit să creeze portrete memorabile, fiind „eclipsați de recuzită, de turnuri misterioase, de aparate distrugătoare și dirijabile” și „purtați prin atîtea nesfîrșite peripeții încît, parcă, nu mai găsesc timpul să ne arate și chipul”. Concluzia lui Caranfil este următoarea: „Filmul acesta pentru tineret ne-a părut învechit ca limbaj și ineficace din punct de vedere artistic. Este – firește – un efort al montării, care impresionează poate ochiul, dar bogăția de idei și chipuri cuprinsă în originalul literar a fost uitată...”.
În cronica dedicată acestui film, criticul Gabriela Popescu de la ziarul Viața nouă din Galați a consemnat dificultatea selecției operate de scenariști în cadrul materialului literar, susținând însă că nu au fost afectate ideea principală a operei și elementele sale semnificative, și dinamismul acțiunii care solicită permanent atenția spectatorilor, dar a avut la rândul ei unele mici obiecții cu privire la incisivitatea conflictului ideologic. „Este drept că ne-am fi așteptat poate la o prezență mai pronunțată a spectaculosului, la specularea în mai mare măsură a conflictului ivit între Garin și omenire. A fost preferată însă cealaltă latură a narațiunii, aceea a faptelor umbrite de psihologia personajelor, diferite ca structură, ca aspirații și idealuri. Și poate că nu e rea nici această concepție, dacă ne gîndim la valoarea mesajului artistic, transmisă integral și deci corespunzător ideilor lui Tolstoi.”, a fost concluzia Gabrielei Popescu. O opinie mai favorabilă a avut-o Radu Buzea, critic la ziarul Dobrogea nouă din Constanța, care a evidențiat în cronica sa unele calități ale filmului: acțiunea alertă și bine condusă, distribuția de nivel înalt, existența mai multor scene filmate în semiobscuritate („pentru a sublinia misteriosul, uneori chiar și fantasticul”) și a concluzionat că regizorul „a reușit să realizeze un film închegat, fără virtuozități ale genului, destinat în special tineretului și copiilor”.
Istoricii de film americani au identificat asemănări ale acestei ecranizări cu filmul științifico-fantastic sovietic Raza morții⁠(en)[traduceți] (în rusă Луч смерти, transliterat: Luci smerti, 1925) al lui Lev Kuleșov – care prezintă căderea unui dispozitiv sovietic ce provoacă explozii la distanță („raza morții”) în mâinile reacționarilor – și au considerat filmul lui Ghințburg „o continuare pesimistă a poveștii clasice de aventuri a lui Kuleșov”. În opinia lor, Hiperboloidul inginerului Garin este „o poveste de aventuri lentă, concepută și regizată șablonard, [care] nu se ridică la standardele stabilite de Planeta furtunilor (1962)”.

#### Reevaluarea filmului
Ecranizarea lui Ghințburg a fost reevaluată odată cu trecerea timpului, iar cercetătorul și criticul de film A.V. Fiodorov a evidențiat „originalitatea soluțiilor audiovizuale” ale filmului.
| “ | ... prima adaptare alb-negru „Hiperboloidul inginerului Garin” (1965) este remarcabilă prin culoarea sa extraordinar de fină, realizată în spiritul filmului noir (filmele polițiste americane și franceze ale anilor 1940–1950 cu motivele sumbre ale osândei, fatalismul și elementele expresioniste): joc cu lumini și umbre liniare în scenele de noapte, variații contrastante de alb și negru în scenele de zi, folosirea unui obiectiv cu unghi larg, unghiuri neobișnuite ale camerei de filmat etc. [...] Muzica dinamică, nervoasă și pe alocuri ironică compusă de M. Vainberg (1919–1996), care era deja renumit pentru muzica sa din filmele „Zboară cocorii” (1957) și „Poslednii diuim” (1958), se potrivește cu stilul vizual al filmului. | ” |

Potrivit cercetătoarelor A. Novikova și O. Timofeeva, utilizarea esteticii filmului noir „nu numai că face filmul spectaculos și mai atractiv, dar permite, de asemenea, prezentarea prin intermediul cinematografiei a lumii interioare a eroului obsedat de idei fanatice”.
Într-un studiu publicat în anul 2012, profesorul Aleksandr V. Fiodorov a consemnat că actorul Evgheni Evstigneev, care a interpretat rolul inginerului Garin, a eliminat excesele personajului literar și a reușit să-l înfățișeze ca „un fanatic convingător din punct de vedere psihologic al ideii de cucerire a lumii: inteligent, calculat și perseverent, nu lipsit de ironie”. În același timp, „vocabularul, mimica și gesturile personajului său sunt laconice și subordonate pragmaticii circumstanțelor intrigii”. Spre deosebire însă de personajul interpretat de Oleg Borisov în cea de-a doua ecranizare a romanului, Garin-ul lui Evstigneev este „mai dur, crud și previzibil”. Celelalte personaje al filmului sunt mai puțin spectaculoase (Zoia) sau chiar schematice (Șelga).

### Premii
Hiperboloidul inginerului Garin a obținut Premiul I „Sigiliul de aur al orașului Trieste” (Sigillo d'oro della città di Trieste) la Festivalul Internațional al Filmului Științifico-Fantastic de la Trieste (Italia) din 1966.

## Alte ecranizări
Hiperboloidul inginerului Garin nu este singura ecranizare a romanului lui Aleksei Tolstoi. În anul 1973 a fost realizată în URSS o nouă ecranizare, intitulată Falimentul inginerului Garin (în rusă Крах инженера Гарина, transliterat: Krah injenera Garina), care a fost regizată de Leonid Kvinihidze după un scenariu scris de Serghei Potepalov.
Rolurile principale au fost interpretate de Oleg Borisov (Garin), Nonna Terentieva (Zoia Monrose), Vasili Korzun (Rolling) și Aleksandr Beleavski (Șelga). Ecranizarea a fost filmată de studioul Lenfilm ca un serial TV în patru părți și a avut probabil un buget redus, astfel că secvențele cele mai costisitoare (construcția minelor de aur pe insulă, distrugerea escadronului naval etc.) au fost eliminate cu totul. Presiunile ideologice au impus includerea în scenariu a unui complot nazist pentru a pune mâna pe aparatul construit de Garin. Nu există măsurători ale audienței TV din acele vremuri, dar, în condițiile în care numărul serialelor sovietice de televiziune era destul de redus, este foarte probabil ca această ecranizare a romanului să fi atras mai mulți spectatori decât filmul lui Ghințburg.
Popularitatea romanului lui Aleksei Tolstoi nu s-a diminuat odată cu destrămarea Uniunii Sovietice și schimbarea regimului social-politic din Rusia. O continuare a romanului, scrisă de Vladimir Alko și publicată sub titlul A doua venire a inginerului Garin (Второе пришествие инженера Гарина, Поверенный, Moscova, 2001) a avut un succes destul de mare în rândul cititorilor. În anii următori actorul și regizorul rus Aleksandr Abdulov a încercat să realizeze o nouă adaptare cinematografică a romanului, care urma să poarte titlul Apostatul (în rusă Выкрест, transliterat: Vîkrest) și îi avea în distribuție pe Serghei Nikonenko, Serghei Stepancenko, Elena Proklova, Evghenia Kriukova și Gheorghi Martirosian. Filmările au început în iulie 2007 la Astrahan și au continuat apoi în Crimeea, dar au fost întrerupte în ianuarie 2008 ca urmare a morții neașteptate a regizorului Abdulov și nu au mai fost reluate niciodată.